# The Hopes of Blind Alley

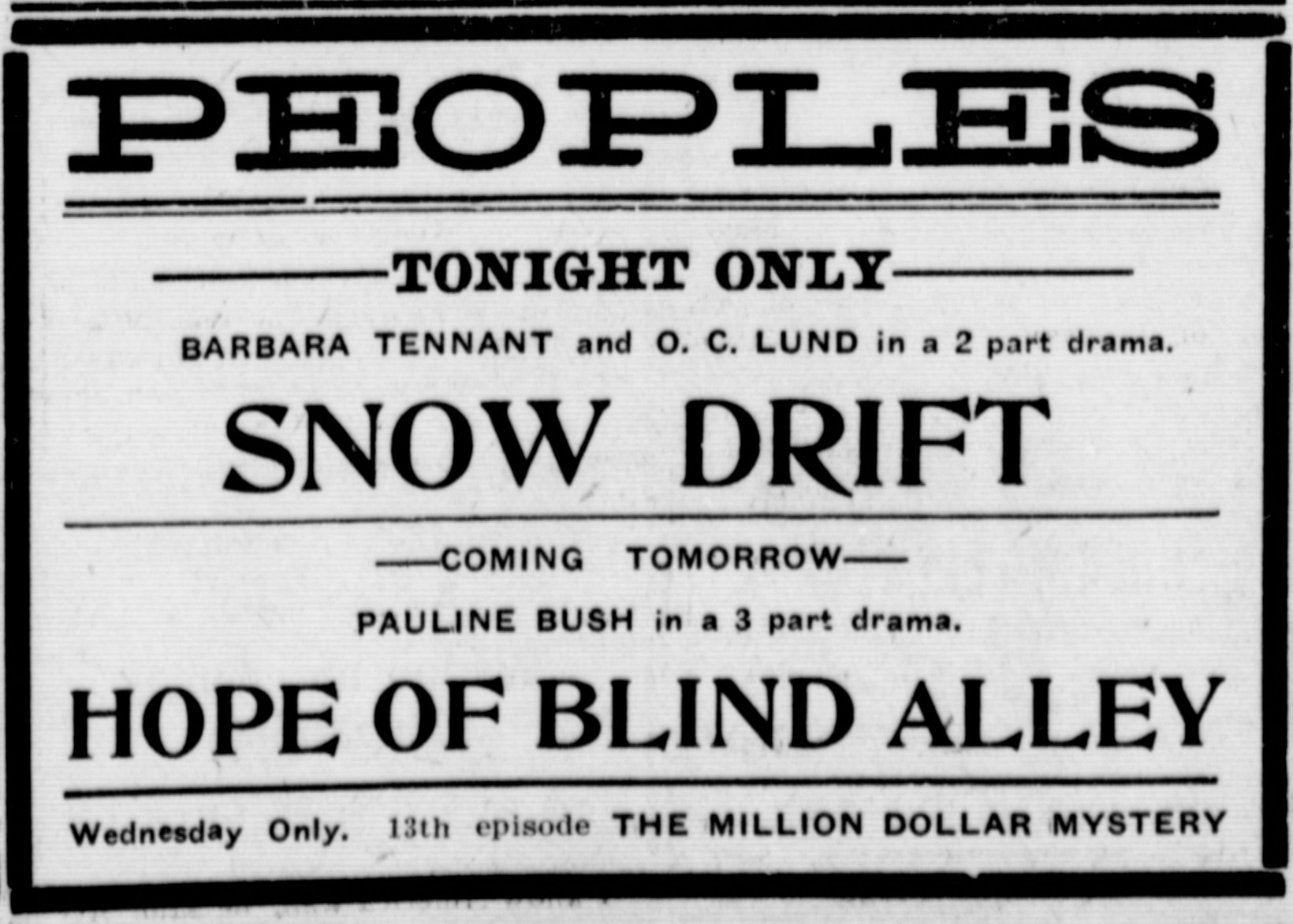
Publicité dans le journal pour le film The Hopes of Blind Alley, 1914.

The Hopes of Blind Alley est un film muet américain réalisé par Allan Dwan et sorti en 1914.

## Fiche technique
- Titre : The Hopes of Blind Alley
- Réalisation : Allan Dwan
- Scénario : Murdock MacQuarrie, d'après sa nouvelle
- Chef opérateur : Lee Bartholomew
- Genre : Film dramatique
- Production : Bison Motion Pictures
- Date de sortie :
  - États-Unis : 4 juillet 1914

## Distribution
- Murdock MacQuarrie : le vieux Jean Basse
- Pauline Bush : Pauline
- George Cooper : le concierge
- William C. Dowlan : l'artiste
- Lon Chaney : le vendeur